# Maria-Elisabeth Schaeffler
Pour les articles homonymes, voir Schaeffler.
Maria-Elisabeth Schaeffler (17 août 1941 à Prague, protectorat de Bohême-Moravie - ) est une femme d'affaires allemande qui détient, avec son fils Georg F.W. Schaeffler, l'un des plus grands fabricants mondiaux de roulements à billes : Schaeffler Gruppe. Bien que la société soit privée et que la famille agisse de façon discrète, Forbes estime leur fortune combinée à environ 9,8 milliards USD en mars 2011.

## Biographie
Maria-Elisabeth Kurssa naît en 1941 à Prague. Devant l'arrivée des troupes russes dans son pays trois ans plus tard, sa famille fuit en Autriche, où elle grandit à Vienne dans un milieu bourgeois, conservateur et catholique.
Elle commence des études de médecine, qu'elle abandonnera à 22 ans à la suite de son mariage avec Georg Schaeffler, un entrepreneur réfugié de Silésie et âgé de 46 ans, avec qui elle aura un fils. Georg Schaeffler et son frère Wilhelm ont créé, au sortir de la Seconde Guerre mondiale, une entreprise spécialisée dans la fabrication de roulements à aiguilles pour l'automobile et les machines-outils : INA.
La même année, en 1963, elle rejoint son mari à Herzogenaurach, une petite ville de Moyenne-Franconie (Bavière), alors déjà siège des équipementiers sportifs Adidas et Puma.
Amatrice d'opéras et discrète, elle prend les rênes de la société à la mort de son époux en 1996. Officiellement, elle veut poursuivre « l'œuvre d'une vie ». Mais en une décennie, elle a transformé cette société discrète et prospère, grâce aux inventions de ses fondateurs, en un groupe d'envergure mondiale, qui s'attaque à plusieurs tabous allemands.
Au XXIe siècle, elle est surtout connue pour ses activités à la tête du groupe Schaeffler, notamment des prises de contrôle d'importantes sociétés allemandes.

## Sources
1. ↑  (en) Maria-Elisabeth & Georg Schaeffler, Forbes.com.
2. ↑  (en) Schaeffler KG (INA) | Company | from 1981 to 2000, INA Schaeffler KG. Consulté 2008-07-19.